# Recreative Garden
El Recreative Garden (Espinardo, Región de Murcia, España) fue un establecimiento ideado por el empresario murciano Don Juan Montesinos y diseñado y construido por varios arquitectos y escultores entre los que destacan Pedro Cerdán y Anastasio Martínez Hernández. Se inauguró el 22 de agosto de 1897 y su actividad como centro deportivo y de recreo se mantuvo hasta finales del verano de 1902. Posteriormente, se utilizó para diversos usos como la Granja del Pimentón  y la primera sede de Radio Murcia. Fue demolido en 1973.

## Historia
En su conjunto, el Recreative Garden, tenía una extensión de 30.000 m², en los que albergaba grandes jardines, fuentes, restaurante, campo de tiro de pichón, salón de lectura, etc. Posteriormente, en 1898, se construyó un velódromo de 250 metros de recorrido en el que eran frecuentes las competiciones y que llegó a alcanzar una gran relevancia tanto regional como internacional. Entre su programación se ofrecían espectáculos tan variados como conciertos musicales, actuaciones de cómicos, obras teatrales, etc. También se celebraban bodas y eventos sociales de gran relevancia, dada su buena ubicación en la huerta murciana, la calidad de su cocina y la gran extensión de sus jardines. La relevancia del Recreative Garden fue tal que se procedió a la construcción de una línea de tranvía desde la capital murciana hasta su misma puerta.